# Вукајловић
Вукајловић је српско презиме, настало од српског мушког имена Вукајло. Значајни људи са овим презименом су:
- Александра Вукајловић (1997), српска рукометашица
- Душан Вукајловић (1948), српски песник